# Hugh Stewart (Filmproduzent)
Hugh St Clair Stewart (* 14. Dezember 1910 in Falmouth, Vereinigtes Königreich; † 31. Mai 2011 in Denham) war ein britischer Filmeditor, Filmproduzent und Lehrer.

## Leben und Wirken
Hugh Stewart besuchte als Kind die Clayesmore School und studierte anschließend am St John’s College (Cambridge). Noch in den frühen 1930er Jahren stieß er zur Filmwirtschaft und erhielt eine Ausbildung zum Schnittassistenten. Seine erste Aufgabe als Editor ermöglichte ihm 1933 die Produktionsfirma Gaumont-British. Bereits im Jahr darauf besorgte Stewart den Filmschnitt für einen frühen Alfred-Hitchcock-Thriller, Der Mann, der zuviel wußte. Bis Kriegsausbruch 1939 arbeitete Stewart für die Produzenten Victor Saville, Alexander Korda und die London Films.
Im Zweiten Weltkrieg diente Stewart in der Army Film and Photographic Unit der britischen Streitkräfte und war in dieser Funktion seit 1942 auch für die visuelle Berichterstattung von mehreren Kriegsschauplätzen in Nordafrika und Europa zuständig. An der Seite der berühmten Hollywood-Kollegen Frank Capra und John Huston beteiligte sich Stewart an der Zusammenstellung des Bildmaterials für den Propagandafilm Tunisian Victory (1944) und war auch mit der Zusammenstellung des während der alliierten Landung in der Normandie (so genannter „D-Day“) und des während der Schlacht um Caen (alles 1944) entstandenen Bildmaterials beschäftigt. Stewart war auch bei der alliierten Rheinüberquerung und bei der Befreiung des Konzentrationslagers von Bergen-Belsen (beides 1945) zugegen und kümmerte sich um die dort entstandenen Aufnahmen.
Wieder zurück im Zivilleben, holte ihn sein letzter Arbeitgeber vor Kriegsausbruch 1939, die London Films, erneut als Editor zu sich. Doch bereits im Jahr darauf (1947) durfte Stewart für dieselbe Firma erstmals als Produzent arbeiten. Hugh Stewart blieb rund zwei Jahrzehnte als Produzent nicht allzu anspruchsvoller Unterhaltungsfilme tätig, darunter überwiegend Komödien und Lustspiele, die sich eines gewissen Erfolges rühmen konnten. 1966 verließ er seinen damaligen Arbeitgeber, die Rank Organization, und entschloss sich, als Englischlehrer am Technical College von Uxbridge zu arbeiten. In den 1970er Jahren kehrte Hugh Stewart noch einmal für die Produktion mehrerer Filme für Kinder und Jugendliche sowie für eine Fernsehserie zur Zelluloidbranche zurück. 1980, im Alter von 70er Jahren, beendete Stewart seine Produktionstätigkeit, blieb aber bis er 85 wurde, weiterhin als Lehrer aktiv. Hugh St Clair Stewart starb wenige Monate nach seinem 100. Geburtstag.

## Filmografie
Als Editor:
- 1933: The Constant Nymph
- 1934: Der Mann, der zuviel wußte (The Man Who Knew Too Much)
- 1934: Forbidden Territory
- 1935: Charing Cross Road
- 1936: Sporting Love
- 1936: Sturm im Wasserglas (Storm in a Teacup)
- 1937: Dunkle Geschäfte (Dark Journey)
- 1937: Action for Slander
- 1938: St. Martin‘s Lane
- 1939: Testflug QE 97 (Q Planes)
- 1939: Der Spion in Schwarz (The Spy in Black)
- 1939: Ten Days in Paris
- 1946: Gaiety George

Als Filmproduzent:
- 1947: Ein idealer Gatte (An Ideal Husband)
- 1949: Die Tingeltangelgräfin (Trottie True)
- 1951: Nacht ohne Sterne (Night Without Stars)
- 1952: Meineid (The Long Memory)
- 1954: Up to His Neck
- 1955: Ich und der Herr Minister (Man of the Moment)
- 1956: Was lange währt… (Up in the World)
- 1957: Der Spatz in der Hand (Just My Luck)
- 1957: Kleine Übeltäter (Innocent Sinners)
- 1958: The Square Peg
- 1959: Follow a Star
- 1960: Ein Nerz an der Angel (Make Mine Mink)
- 1960: Die Rakete zur flotten Puppe (The Bulldog Breed)
- 1961: Alles dreht sich um den Hund (In the Doghouse)
- 1961: Früh übt sich … (On the Beat)
- 1963: Bettgelächter (A Stitch in Time)
- 1965: Die große Flasche (The Early Bird)
- 1965: Heiße Ware – kalte Füße (The Intelligence Men)
- 1966: The Riviera Touch
- 1966: The Magnificent Two
- 1970: Seereise nach Afrika (All at Sea)
- 1971: Mr. Horatio Knibbles
- 1972: Anoop und der Elefant (Anoop and the Elephant)
- 1973: The Flying Sorcerer
- 1976–1978: The Chiffy Kids (Fernsehserie)
- 1979: Wie versteckt man einen Esel (High Rise Donkey)